# Hydrellia bogorae
Hydrellia bogorae är en tvåvingeart som beskrevs av Deonier 1993. Hydrellia bogorae ingår i släktet Hydrellia och familjen vattenflugor. Inga underarter finns listade i Catalogue of Life.